# Cynorta sayensis
Cynorta sayensis is een hooiwagen uit de familie Cosmetidae.